# Ángel Boligán
Ángel Boligán Corbo, né le 10 mai 1965 à San Antonio de los Baños, Cuba, est un dessinateur et caricaturiste cubain. 

## Biographie

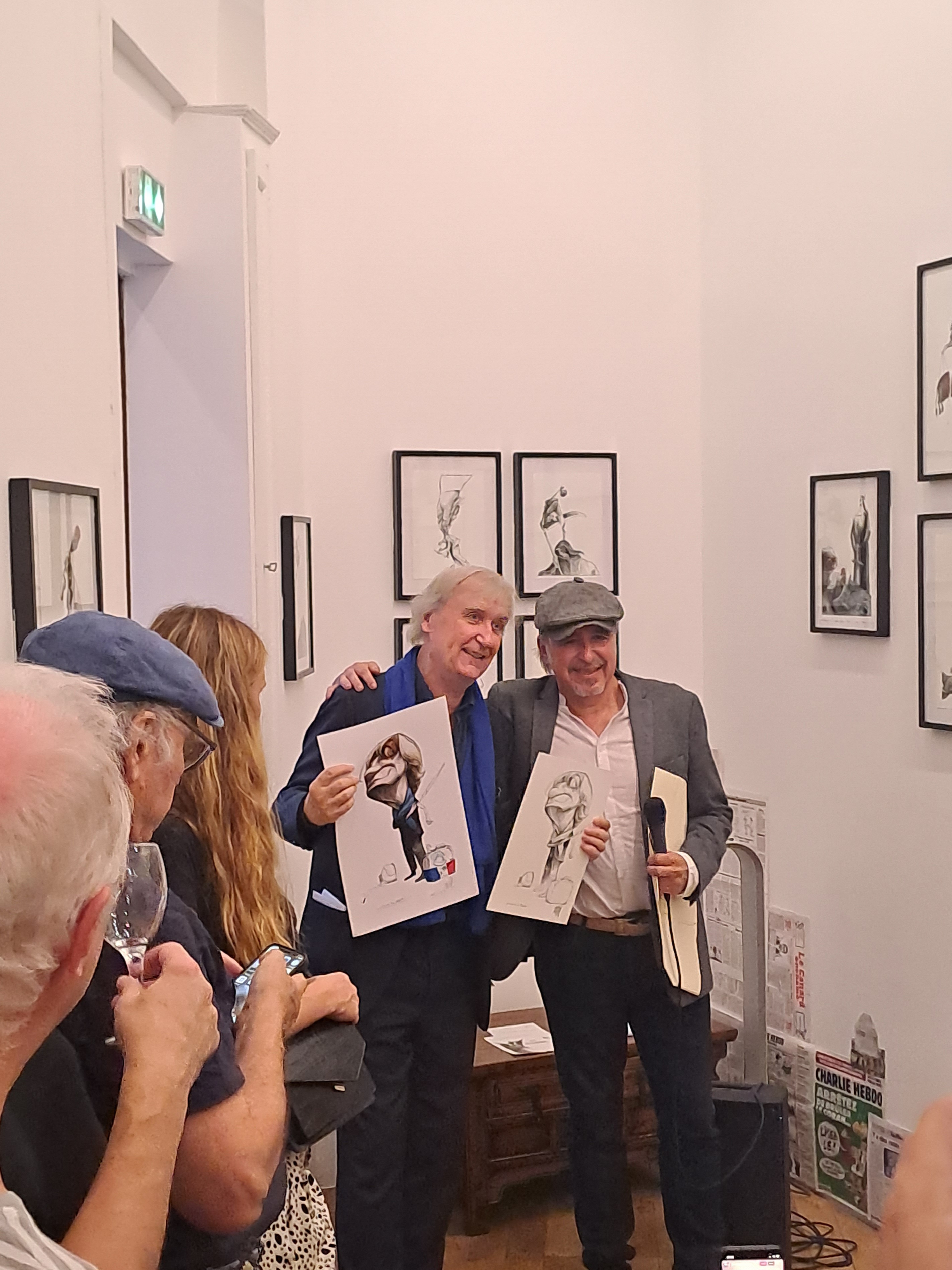
Les dessinateurs de presse Plantu et Boligan lors du vernissage d'une exposition d'œuvres de ce dernier, en septembre 2023 à la galerie Artivistas à Paris.

Ángel Boligán naît le 10 mai 1965 à San Antonio de los Baños, à 25 km de La Havane, surnommée la  « capitale de l'humour » pour son musée de l'humour et du dessin de presse, et siège de la biennale internationale de l'humour fondée 1979. San Antonio de los Baños est la ville natale d'autres caricaturistes célèbres à Cuba, dont Eduardo Abela (1889-1965) et René de la Nuez (né en 1937).
En 1988, Boligán est diplômé de l'École nationale des instructeurs des Beaux-Arts de La Havane. En 1992, il s'installe à Mexico, au Mexique. Il collabore avec le quotidien mexicain El Universal, Conozca Más, Foreign Affairs Latinoamerica, Humor El Chamuco, le quotidien argentin La Nación et dans diverse publications internationales. 
Il est le fondateur de Cartónclub, association de caricaturistes d’Amérique latine. Il est membre du syndicat international de caricaturistes Cagle Cartoons (Mexico) et de Cartooning for Peace (Paris),. En 2014, il apparait dans le film Caricaturistes, fantassins de la démocratie, film documentaire français de Stéphanie Valloatto,.

## Prix
- Grand Prix, World Press Cartoon, 2006
- Premio Nacional de Periodismo, Mexico, 2008, 2013 et 2019[5]
- La Catrina, Feria Internacional del Libro (FIL) de Guadalajara, Mexique, 2016
- Grand Prix, 36e International Nasreddin Hodja d'Istanbul, Turquie, 2016

## Œuvres
- Streamink : Dibujos sobre nosotros mismos, 24 novembre 2021, 160 p. (ISBN 979-8760614513)
- El amor y otras mentiras, Almadia, 30 septembre 2018, 136 p. (ISBN 978-6078486250)